# Midway Games
Midway Games o Midway fue una empresa estadounidense desarrolladora de videojuegos. Entre los títulos de Midway están Ms. Pac Man, Psi-Ops: The Mindgate Conspiracy, Cruis'n USA, Spy Hunter, Tron, Mortal Kombat y NBA Jam entre otros. En septiembre de 2005 llegó al puesto 19 de las mejores desarrolladoras de videojuegos según la revista Game Developer. Fundada en 1958, Midway es la empresa de videojuegos más antigua de Estados Unidos, tiene su base en Chicago, Illinois.

## Historia
Midway Manufacturing Company (Midway Empresa de Fabricación) comenzó en 1958 como una fábrica independiente de equipamiento para entretenimiento. Fue comprada por Bally en 1969. Tras algunos años creando mecánicamente juegos arcade semejantes a tirar bolos y simuladores del oeste de disparos, Midway llegó a ser en 1973 una de las primeras empresas americanas creadoras de videojuegos arcade. Durante los años 1970, Midway estuvo muy ligada a la desarrolladora japonesa de videojuegos Taito Corporation, ambas empresas muy ligadas, con autorizaciones para la fácil distribución de juegos en sus respectivos países. Midway entró en el mercado consumista en 1977 gracias a Bally Home Library Computer; el único sistema que jamás fue desarrollado por Midway.
Los sucesos cruciales llegaron a Midway durante 1978, con la distribución del juego de arcade Space Invaders en América. Este fue seguido por la versión estadounidense de Namco, Pac Man (1980). Ms Pac Man (1981) le siguió, convirtiéndose en uno de los juegos arcade más aclamados.
En 1981, Bally, se unió con Midway para formar la división Bally/Midway Manufacturing (Fábrica Bally/Midway). Tres juegos fueron lanzados ese año: Solar Fox, Lanzarian y Satan's Hollow siendo el primero en caracterizar a la marca Bally/Midway. Cerca del final de los setenta, y durante los finales de los ochenta, Midway fue el principal productor de videojuegos arcade en los EE. UU.
La división Bally/Midway compró en 1988 la empresa de arcade, Williams Electronics Games mientras era su corporación WMS Industries Inc. La adquisición de WMS comenzó el final de la original Midway, aunque WMS retenía la mayoría de los empleados de Midway. Midway movió su base desde Franklin Park, Illinois a la base Williams, en Chicago, y WMS estableció en 1988 la nueva (y actualmente en uso) empresa de Midway como una corporación fletada en Delaware. WMS obtuvo los derechos de Bally para usar la marca "Bally" para sus juegos de máquinas hasta que Bally obtuvo completamente los permisos de las industrias de arcades/máquinas recreativas para concentrarse en casinos y máquinas recreativas.
Con la posesión de WMS, Midway inicialmente continuó su producción de juegos arcade bajo el distintivo Bally/Midway, mientras producían mesas de pinball bajo la marca "Bally". En 1991, no obstante Midway adsorbió la división de videojuegos de Williams y comenzó a crear juegos de arcade bajo la posesión del nombre de nuevo (con la parte "Bally"). Mucho después, en 1996, WMS compró Time-Warner Interactive, con la incluida Atari Games, parte de la gigantesca formación Atari Inc. 1996 significó el cambio del nombre corporativo original de Midway, Midway Manufacturing a Midway Games Inc. debido a su entrada en el mundo del mercado de consolas caseras. La división arcade original se convirtió en Midway Amusement Games y nuevamente creada la división casera conocida como Midway Home Entertainment.
En 1998, Midway vendió sus almacenes de Wms, haciendo Midway una empresa independiente por primera vez en 30 años. Midway tomó Atari Games, como único accionista Midway de la parte dividida de esta. Después de la división, Midway conservó algunos de los ejecutivos del equipo de administración de WMS y usó sus instalaciones comunitarias con WMS como unión algunos años. Durante este tiempo Midway no fue socio de WMS, terminó por no usar ninguna instalación de WMS y con todos los acuerdos con WMS, Midway por algunos días compartió un director en señal de las antiguas relaciones de la empresa.
Al final de 1999, Midway se salió del mundo de las máquinas recreativas para concentrarse en los videojuegos. En enero de 2000, Midway cambió el nombre de la subsidiaria "Atari Games" a Midway Games West, en respuesta a la confusión con la otra empresa Atari, después de ser obtenida por Hasbro Interactive.
Midway cayó en unos años duros hasta la mitad de los 2000. En junio de 2001, la empresa cerró la división debido a las pérdidas financieras. En febrero de 2003, Midway cerró Midway Games West, poniendo final a la que sería la original Atari. En octubre de 2003, Midway dijo que esperaban ver 100 millones de dólares en pérdidas en 2003, en ventas sobre otros 100 millones.
En 2004 Midway comenzó a comprar varios estudios independientes desarrolladores de videojuegos, como "refuerzo a productos propios desarrollados por el equipo desarrollador y para reforzar nuestra habilidad para hacer juegos de gran calidad" (del equipo de información de Midway a mayo de 2005). En abril de 2004, Midway adquiere Surreal Software de Seattle, Washington. En octubre de 2004 ellos adquieren Inevitable Entertainment de Austin, Texas (ahora conocida como Midway Austin). En diciembre de 2004 ellos adquirieron Paradox Development of Moorpark, California.
El 4 de agosto de 2005, Midway adquirió base privada australiana ayudante de los desarrolladores Ratbag Games. El estudio fue renombrado a Midway Studios-Australia. Cuatro meses después, el 13 de diciembre, Midway anunció a sus empleados que cerraría el estudio, dejando a los empleados del estudio sin trabajo. Dos días más tarde, el 15, el estudio cerró y sus establecimientos vacíos.
En 2007, Midway está sumergida en una batalla legal con Mindshadow Entertainment por los derechos de videojuego Psi-Ops. Según Loredana Nesci y Steven Lowe, abogados de Mindshadow, Midway Games copió la historia Psi-Ops de una captura de pantalla escrita y obtenida de sus clientes.
En 2009, los estudios de Midway en Chicago y Seattle fueron comprados por Warner Bros. junto con algunas franquicias tales como: Mortal Kombat, Wheelman, entre otras

## Lista de juegos desarrollados o certificados por Midway
- California Speed (1998)
- Arch Rivals (1989)
- Area 51 (2005)
- Baby Pac-Man (1982)
- Backyard Blitz Football (2002)
- Bio F.R.E.A.K.S. (1998)
- Blacksite: Área 51 (2007)
- Blaster (1982)
- Blitz The League (2005)
- Blitz The League II (2008)
- Blitz The League III? (Cancelado)
- Bubbles (1982)
- Crater Raider (1984)
- CarnEvil (1998)
- Cruis'n Exotica (1999)
- Cruis'n USA (1994)
- Cruis'n World (1996)
- Cyberball 2072 (1988)
- Defender (1981)
- Stargate (1981)
- Discs of Tron (1983)
- Domino Man (1983)
- Ed, Edd n Eddy: The Mis-Edventures (2005)
- Extra Bases (1986)
- Gauntlet
- Gorf
- Hydro Thunder
- High Impact Football ¹
- Jackie Chan Stuntmaster ¹
- Joust ¹
- Joust 2: Survival of the Fittest ¹
- Judge Dredd (unreleased) (1992)
- Jr. Pac-Man
- Killer Instinct ³
- KI2 ³
- Kozmik Krooz'r
- Mace: The Dark Age
- Mlb Slugfest
- Mortal Kombat
- Mortal Kombat II
- Mortal Kombat 3
- Mortal Kombat 4
- Mortal Kombat Mythologies: Sub-Zero
- Mortal Kombat: Special Forces
- Mortal Kombat: Deadly Alliance
- Mortal Kombat: Deception
- Mortal Kombat: Shaolin Monks
- Mortal Kombat: Armageddon
- Mortal Kombat vs. DC Universe
- Mortal Kombat Trilogy
- Ms. Pac-Man 5
- Muppet Monster Adventure
- NARC ¹
- NBA Jam
- NBA Jam Tournament Edition
- NBA Hangtime
- NBA Maximum Hangtime
- NBA Showtime: NBA on NBC
- NFL Blitz
- NHL 2 On 2 Open Ice Challenge
- Omega Race
- Pigskin 621 A.D.
- Primal Rage ²
- Psi-Ops: The Mindgate Conspiracy
- Professor Pac-Man
- Rampage
- Rampage World Tour
- Revolution X (1994)
- Rise and fall: Civilitation at war
- Robotron 2084 ¹
- Root Beer Tapper
- Rush 2
- Doom 64
- San Francisco Rush ²
- San Francisco Rush The Rock: Alcatraz Edition ²
- San Francisco Rush 2049 ²
- Sarge (videojuego)
- Satan's Hollow
- Smash TV ¹
- Space Encounters
- Space Zap
- Splat! ¹
- Spy Hunter
- Spy Hunter II
- Stargate ¹
- Strike Force
- Super High Impact Football
- Tapper
- Timber
- Tron
- The Suffering
- The Suffering: Los lazos que nos unen
- TNA Impact!
- Trog!
- Ultimate Mortal Kombat 3
- Unreal Tournament 3
- Wacko
- Wheelman
- War Gods
- Wizard of Wor
- WWF WrestleMania: The Arcade Game
- Xenophobe

[1] Originalmente desarrollados por Williams.

[2] Originalmente desarrollados por Atari Games.

[3] Originalmente era de Rareware.

[4] Coproducido con Nintendo.

[5] Los posee Namco.

### Pinball
- The Addams Family
- Creature From the Black Lagoon
- The Twilight Zone
- Attack From Mars
- Cirqus Voltaire
- Lady Luck (1986)
- Dolly Parton
- Star Trek
- Doctor Who

- Datos: Q149947
- Multimedia: Midway Games / Q149947